# Калиниченко, Роман Рустамович
Роман Рустамович Калиниченко (род. 6 июля 2000) — российский хоккеист, защитник.

## Биография
Начинал заниматься в школе «Серебряные акулы». В 2011—2012 годах — в школе «Крыльев Советов», затем перешёл в ЦСКА. Сезоны 2017/18 — 2018/19 провёл в команде WHL «Трай-Сити Американс» Кенневик, США. Вернувшись в ЦСКА, с сезона 2019/20 стал играть в командах «Звезда» (ВХЛ) и «Красная армия» (МХЛ). 20 февраля 2021 года в домашнем матче с «Динамо» Рига (1:4) дебютировал в КХЛ.
3 июня 2025 года хоккейный клуб «Сибирь» объявил о подписании двухлетнего контракта с Калиниченко.